# Besaia nebulosa
Besaia nebulosa är en fjärilsart som beskrevs av Alfred Ernest Wileman 1914. Besaia nebulosa ingår i släktet Besaia och familjen tandspinnare. Inga underarter finns listade i Catalogue of Life.